# Arctia nigrella
Arctia nigrella là một loài bướm đêm thuộc phân họ Arctiinae, họ Erebidae.